# Shijiang
Shijiang är en ort i Kina. Den ligger i provinsen Hunan, i den södra delen av landet, omkring 250 kilometer sydväst om provinshuvudstaden Changsha. Antalet invånare är 9 330.
Runt Shijiang är det tätbefolkat, med 356 invånare per kvadratkilometer. Närmaste större samhälle är Nanyuemiao, 7,7 km nordost om Shijiang. Trakten runt Shijiang består till största delen av jordbruksmark.
Genomsnittlig årsnederbörd är 1 796 millimeter. Den regnigaste månaden är juni, med i genomsnitt 269 mm nederbörd, och den torraste är december, med 62 mm nederbörd.